# Juegos Federica Matta
Los Juegos Federica Matta son un conjunto de 22 esculturas-juego ubicados en la Plaza Brasil, comuna de Santiago, capital de Santiago de Chile.
Inaugurados el 4 de noviembre de 1993, fueron diseñados por la artista franca-chilena Federica Matta, hija del pintor Roberto Matta. Además, se construyó en colaboración con la arquitecta chilena Ana María Rodríguez.

## Historia
El proyecto de los juegos de la Plaza Brasil surge en 1991, cuando Federica Matta viaja a un Chile que vivía su segundo año en democracia bajo la administración de Patricio Aylwin luego de la dictadura militar. Tras visitar la plaza del Barrio Brasil Matta se interesó en crear un lugar de encuentro para las nuevas generaciones, por lo que realiza los primeros bocetos en un restaurante cercano a la plaza. Esos diseños iniciales incluían referencias a la cordillera de los Andes, volcanes, icebergs y símbolos como los moais de Rapa Nui, los que después evolucionaron hacia formas escultóricas interactivas.

### Inauguración
En 1992 la Municipalidad de Santiago -dirigida por el alcalde Jaime Ravinet- aprueba el proyecto, dando inicio a la fase de construcción. Matta trabajó junto a un equipo multidisciplinario que incluyó a los arquitectos Ana María Rodríguez y Aldo Roba, el escultor Ricardo Mesa y pintores del Plan Alameda.
Tras 18 meses de trabajo la obra culminó en noviembre de 1993 e incluyó una ceremonia de inauguración que contó con la presencia de testigos como la cineasta Anne Aghion y el artista Sthepen Torton, quienes destacaron como los colores y formas transformaron la plaza en un lugar donde los niños puedan adquirir una noción diferente de su lugar en la tierra.

### Restauración

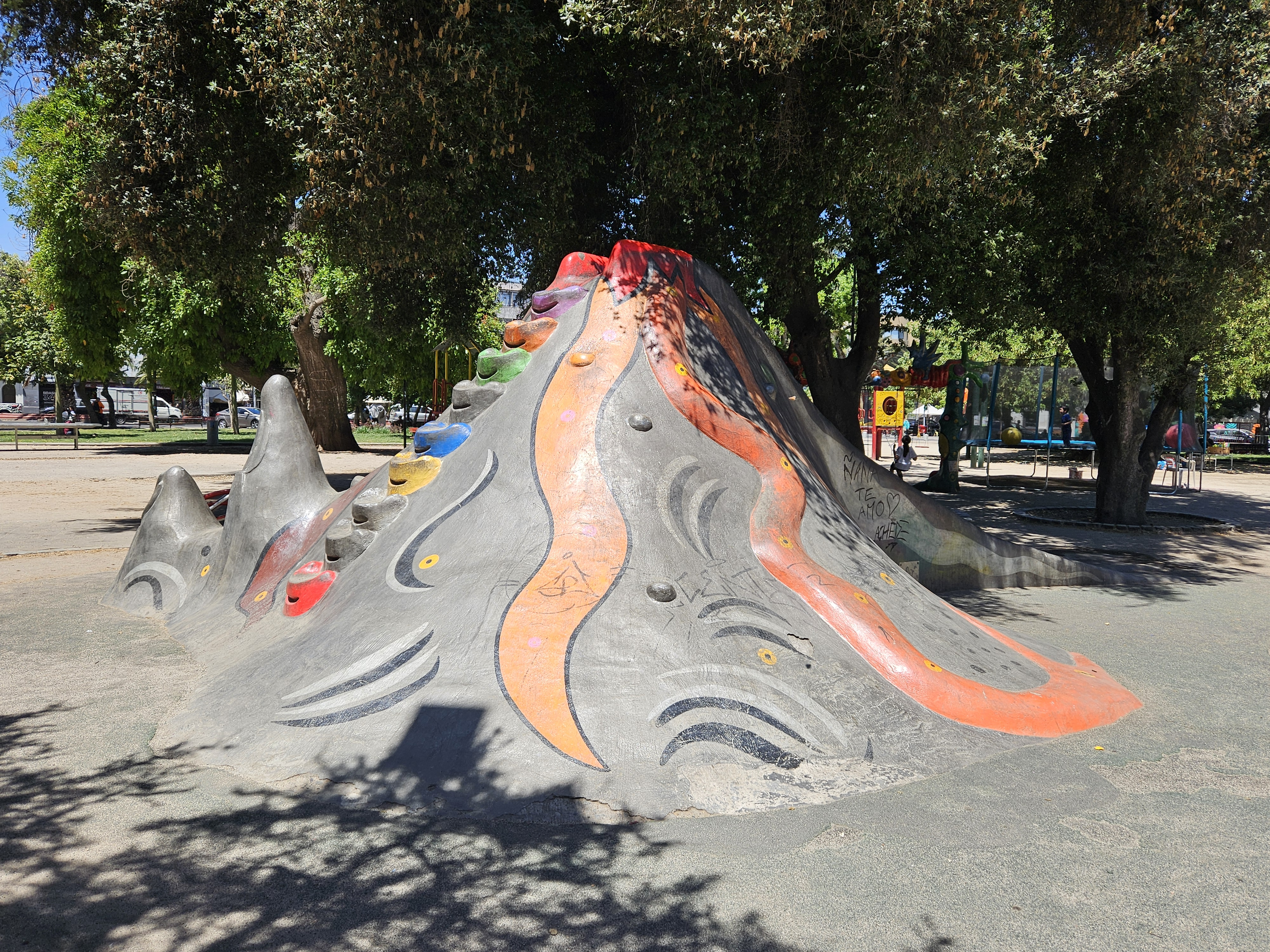
Volcán

Después de 25 años de su inauguración, el 4 de septiembre de 2018 y tras 4 meses de renovación, las autoridades lideradas por el Alcalde de Santiago Felipe Alessandri junto al Subsecretario de Desarrollo Regional Felipe Salaberry y los concejales Leonel Herrera, Verónica Castro, Adriana Moran y Rosario Carvajal inauguraron los trabajos de restauración de los juegos en la Plaza Brasil.
Las obras que contemplaron una recuperación completa de las estructuras con sus colores originales fueron financiadas por la Subsecretaría de Desarrollo Regional a través del Proyecto de Mejoramiento Urbano (PMU) y tuvieron un costo de 60 millones, los que correspondieron a 32 millones en la restauración y pintura, y 27 millones en un nuevo piso de caucho.

### Libro
En medio de la celebración de los 30 años de los juegos, a través de Ediciones de la Universidad Tecnológica Metropolitana (UTEM), se publicó el libro titulado "Los Juegos de la Plaza Brasil". Este libro reúne material inédito previo a la construcción de los juegos. Incluye dibujos e imágenes de ideación hechas por Federica, que plasman las primeras ideas de la artista. Además, compila testimonios de personas que participaron en la ejecución del proyecto y de quienes compartieron vivencias con este espacio.

## Juegos

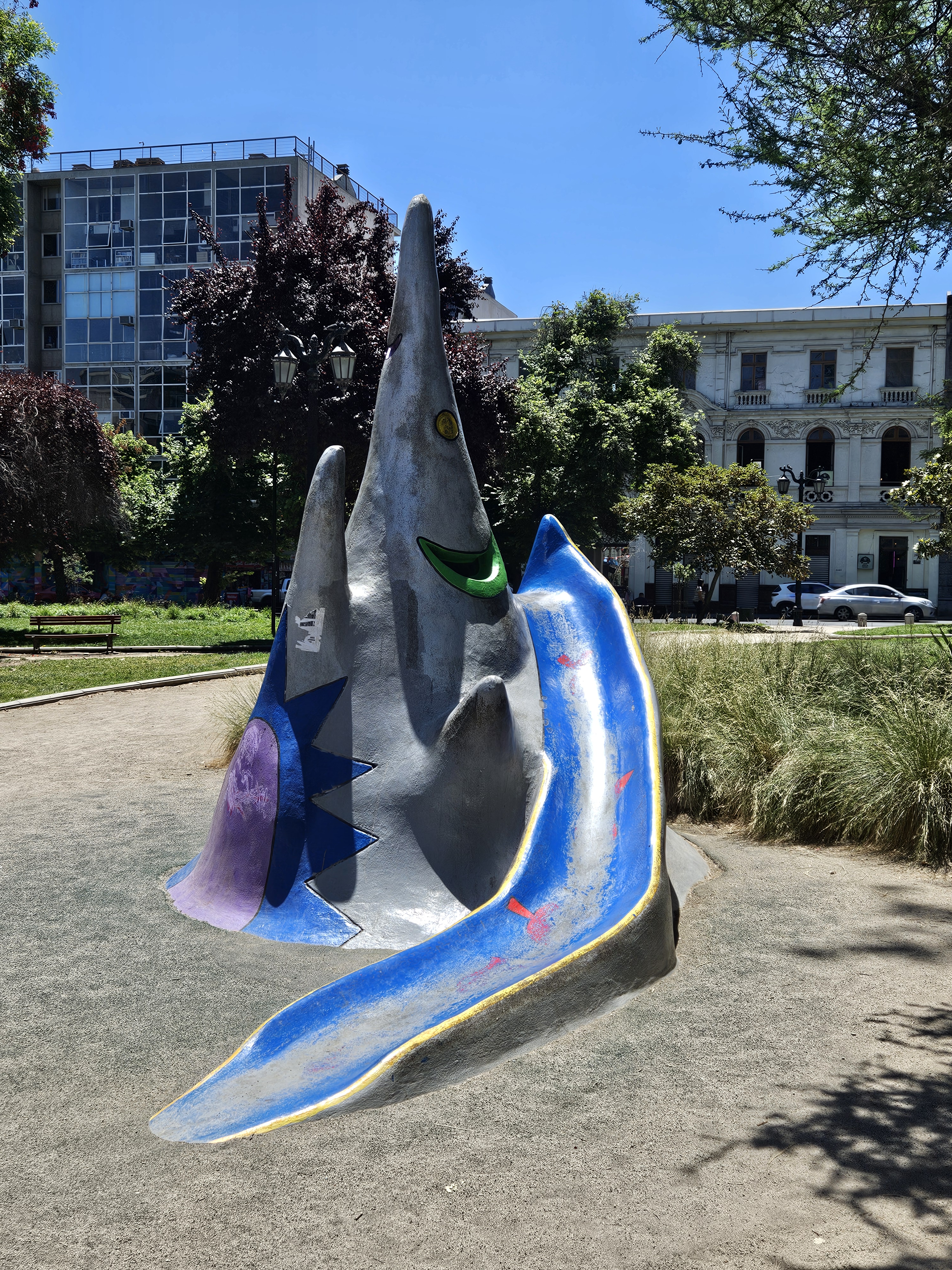
Iceberg

- Columpio de los Pájaros: Basado en el poema sufí La conferencia de los pájaros, representa la búsqueda espiritual y la libertad a través del movimiento.
- Templo: Laberinto circular inspirado en santuarios ancestrales, que promueve la introspección y el encuentro comunitario.
- Dados del universo: Cubos gigantes que encarnan el azar y la creatividad como fuerzas para reinventar la realidad.
- Iceberg: Alerta sobre la fragilidad de los recursos hídricos. Su forma alude al iceberg chileno exhibido en la Expo Sevilla '92 como "trofeo" ecológico.
- Volcán: Simboliza la energía telúrica y la resistencia social. Su tobogán interior evoca el flujo de lava, recordando la fuerza transformadora del pueblo.
- Cerro Santa Lucía: Reinterpretación lúdica del emblemático cerro santiaguino, fusionando historia urbana y juego infantil.
- Cordillera de los Andes: Representa la columna vertebral de Chile, invitando a escalar sus laderas coloridas como metáfora de superación y conexión con la naturaleza.